# Aleksander Nosarzewski
Aleksander Nosarzewski (ur. 15 sierpnia 1898 w Kamienskoje, zm. między 16 a 19 kwietnia 1940 w Katyniu) – major piechoty Wojska Polskiego, działacz niepodległościowy, ofiara zbrodni katyńskiej.

## Życiorys
Był synem Franciszka i Julii ze Skalskich. Członek Polskiej Organizacji Wojskowej. Został przyjęty do Wojska Polskiego z „grupy byłych Legionów Polskich”. Żołnierz 1 pułku piechoty Leg. Uczestnik wojny polsko-bolszewickiej. W 1922 był oficerem 32 pułku piechoty. W 1924 służył w stopniu porucznika ze starszeństwem z dniem 1 czerwca 1919 i 873 lokatą w 75 pułku piechoty. 1 stycznia 1928 został awansowany do stopnia kapitana (starszeństwo z dniem awansu i 109 lokatą). Na początku 1935 został przeniesiony z 75 pp do Korpusu Ochrony Pogranicza. Ukończył kurs dla dowódców kompanii (1934). Do stopnia majora awansował ze starszeństwem z dniem 19 marca 1937. Był komendantem obwodu przysposobienia wojskowego oraz wykładowcą w Centralnego Instytutu Wychowania Fizycznego w Warszawie. Zajmował się sportem strzeleckim. Pisał artykuły do gazet. W marcu 1939 był komendantem oddziału wojskowego na Akademii Wychowania Fizycznego.
Podczas kampanii wrześniowej wzięty do niewoli przez Sowietów. Początkowo był jeńcem obozu w Putywlu. Polski Czerwony Krzyż 12 listopada 1939 przekazał wiadomości o pobycie majora w putywlskim obozie. Następnie został przewieziony do Kozielska. 26 lutego 1940 rodzina otrzymała kartę pocztową z Kozielska. Według stanu z kwietnia 1940 był jeńcem obozu kozielskiego. Między 7 a 9 kwietnia 1940 przekazany do dyspozycji naczelnika smoleńskiego obwodu NKWD – lista wywózkowa 017/3 poz 52, nr akt 2310 z 14.04.1940. Został zamordowany między 9 a 11 kwietnia 1940 przez NKWD w lesie katyńskim. Nie został zidentyfikowany podczas ekshumacji prowadzonej przez Niemców w 1943. Krewni do 1957 poszukiwali informacji przez Biuro Informacji i Badań Polskiego Czerwonego Krzyża w Warszawie.
W grudniu 1924 ożenił się z Jadwigą z Nowakowskich, z którą miał trzy córki: Krystynę, Ewę i Barbarę.
5 października 2007 minister obrony narodowej Aleksander Szczygło mianował go pośmiertnie na stopień podpułkownika. Awans został ogłoszony 9 listopada 2007, w Warszawie, w trakcie uroczystości „Katyń Pamiętamy – Uczcijmy Pamięć Bohaterów”.

## Ordery i odznaczenia
- Krzyż Niepodległości (2 sierpnia 1931)[14][15]
- Krzyż Walecznych[16]
- Złoty Krzyż Zasługi (1938)[17]
- Krzyż Kampanii Wrześniowej – pośmiertnie 1 stycznia 1986[18]